# Zhuyuan, Guizhou
Zhuyuan (kinesiska: 竹园) är en etnisk minoritetssocken för yi- och miao-folken i sydvästra Kina. Den ligger i Dafang härad i staden Bijie i provinsen Guizhou, omkring 130 kilometer nordväst om provinshuvudstaden Guiyang.